# Блан, Шарль
Огю́ст (Август) Алекса́ндр Фили́пп Шарль Блан (фр. Auguste-Alexandre-Philippe-Charles Blanc; 1813—1882) — французский художественный критик, историк, искусствовед и гравёр, член Французской академии (с 1876; на кресле № 12); брат политического деятеля Луи Блана.

## Биография

De Paris a Venise, 1857

Шарль Блан родился 17 ноября 1813 года в Кастр департамента Тарн.
Посвятил себя сначала гравированию на меди в мастерской Паоло Меркури (Mercuri), a позже писал критические статьи по искусству для редактировавшегося его братом журнала.
После Февральской революции 1848 года во Франции Блан был выдвинут его на пост главного директора образовательных искусств, который он занимал до 1852 года включительно (после 4 сентября 1870 года он вновь занял эту должность).
В дальнейшем стал главным редактором основанного в 1859 году Эдуаром Уссе журнала Gazette des Beaux-Arts, впоследствии ставшего образцовым и старейшим из имеющихся в мире периодических изданий по искусству. Помимо этого, с 1848 по 1876 год он работал над многотомным трудом «История художников всевозможных школ» (Histoire de peintres de le toutes écoles), где собрал биографии наиболее известных художников европейских школ. Подобно старым авторам, Блан переходит от одного художника к другому, однако пытается выявить связи между ними, позволяющие исследователю сориентироваться в предмете.
В 1868 году Шарль Блан сделался членом академии изящных искусств, а в 1878 приглашён профессором на кафедру эстетики в Коллеж де Франс. В июне 1876 года избран во Французскую академию.
Шарль Блан скончался 17 января 1882 года в городе Париже. Похоронен на кладбище Пер-Лашез.
В конце XIX — начале XX века на страницах «Энциклопедического словаря Брокгауза и Ефрона» о нём написаны следующие слова:

Больше всего известен своим участием в «Histoire des peintres de toutes les écoles», широко задуманном роскошном издании, которое выходило ежемесячными выпусками (630 вып. в 14 томах, 1849—75). Сочинение это большею своею частью принадлежит Б. и, отличаясь талантливым изложением, оставляет, однако, желать многого в отношении основательности и глубины.

## Теория света и цветовая система
Блан разработал цветовую систему, основанную на «законах симультанного контраста» Шеврёля. Некоторые идеи были также позаимствованы у Эжена Делакруа, который пытался применить теорию контраста Шеврёля на практике. Чтобы обрисовать свои идеи по поводу цветов, Блан взял равносторонний треугольник с жёлтым, красным и синим углами и фиолетовым (между красным и синим), зелёным (между синим и жёлтым) и оранжевым (между жёлтым и красным) по сторонам. Следовательно, Блан строит свой цветовой круг из треугольников, не включая туда чёрный или белый, — три хроматических треугольника, таким образом, один для каждого аддитивного первичного цвета (красный, жёлтый и синий) и один для каждого из их комплементарных пар (оранжевый, зелёный и фиолетовый). Смешанные цвета характеризуются отношением как к материалам, так и к предметам: гранатово-красный, капуцин, шафрановый, зеленовато-жёлтый (сернистый), бирюзовый и колокольчиковый. Если включить оранжевый, то будет четыре независимых цветовых термина, которые соответствуют психологическим первичным цветам Эвальда Геpинга. Перед тем, как написать «Грамматику декоративных искусств», в 1867 году Блан написал «Грамматику графических искусств», в которой он рассматривал цвета как «женский» компонент искусства, который подчинён «мужскому» компоненту начерченной линии.

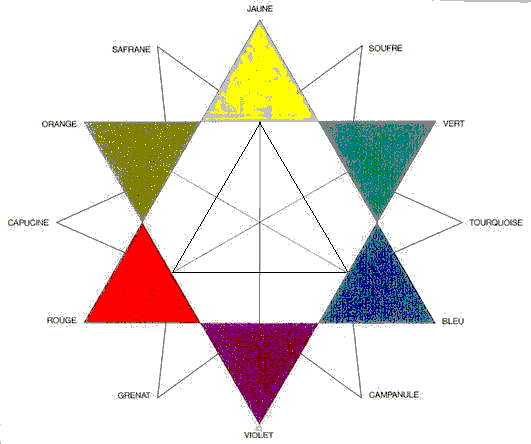

## Влияние на живопись
Труды Блана считаются самыми влиятельными текстами по теории цвета во 2-й половине XIX века, они оказали влияние на развитие неоимпрессионизма и в частности на пуантилизм. Так Жорж Сёра был глубоко знаком с «Грамматикой искусства рисунка» и обосновывал свои теоретические изыскания на основе трудов Блана по мнению которого, художник должен «знакомить зрителя с природной красотой вещей, раскрывая их внутренний смысл, их чистую сущность».
Винсент Ван Гог также внимательно изучил работы Блана: «Художники моего времени» и «Грамматика рисовального искусства». Ван Гог говорил: «Я намерен основательно изучить теорию; я совсем не считаю это бесполезным занятием и думаю, что, когда человек в своих поисках руководствуется подлинно конкретными указаниями, его инстинктивные предположения и догадки очень часто превращаются в уверенность и определённость». В книге «Художники моего времени» его особенно поразила следующая, весьма характерная история. Как-то раз Шарль Блан сказал Делакруа, что «великие колористы — это те, кто не передаёт локального цвета», и Делакруа поспешил развить его мысль. «Совершенно верно, — подтвердил он. — Возьмите, к примеру, этот тон (он показал пальцем на серую, грязную мостовую); так вот, если бы Паоло Веронезе сказали: „Напишите белокурую красавицу с телом такого тона“, он написал бы её, и на его картине женщина и впрямь была бы белокурой красавицей». Также его труды изучали Поль Гоген, Поль Синьяк и другие художники.

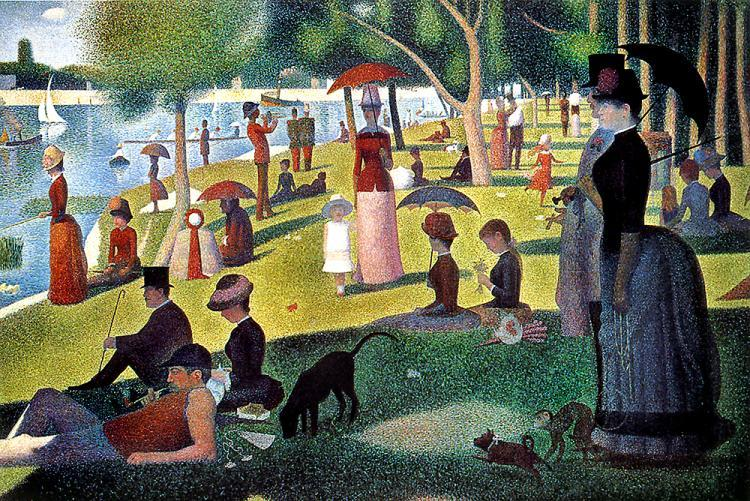
Жорж Сёра́ «Воскресный день на острове Гранд-Жатт» 1884-1886, Институт искусств, Чикаго

## Известные высказывания
- «Архитектура — это не строение, которое украшают, а украшение, которое строят».
- «Колориту, подчинённому твёрдым правилам, можно обучать, как музыке… Предугадав эти законы, а затем основательно изучив их, Эжен Делакруа сделался одним из величайших колористов».
- «Узнав законы дополнительных цветов, с какой уверенностью действует художник, когда он желает вызвать сияние красок или хочет создать более мягкую гармонию!»[11].